# Дубрімахі
Дубрімахі (рос. Дубримахи) — село Акушинського району, Дагестану Росії. Входить до складу муніципального утворення Сільрада Дубрімахінська.
Населення — 690 (2010).

## Населення
За даними перепису населення 2002 року в селі мешкало 715 осіб. У тому числі 375 (52,45 %) чоловіків та 340 (47,55 %) жінок.
Переважна більшість мешканців — даргинці (100 % від усіх мешканців). У селі переважає північнодаргинська мова.